# Die Schöne und das Biest – Weihnachtszauber
Die Schöne und das Biest – Weihnachtszauber (Originaltitel: Beauty and the Beast: The Enchanted Christmas) ist eine Fortsetzung des Filmes Die Schöne und das Biest der Walt Disney Company aus dem Jahr 1997. Der Film setzt zeitlich nach dem ersten Teil ein, besteht aber hauptsächlich aus einer Erzählung Madame Pottines von vergangenen Ereignissen, die während des ersten Teils stattgefunden haben. Zum Teil wird auch die Vorgeschichte zum ersten Film wiedergegeben. So wird unter anderem detaillierter als im Prolog des ersten Teils gezeigt, wie es zur Verwandlung vom Prinzen zum Biest kam. 1998 folgte mit Belles zauberhafte Welt ein weiteres Sequel, das aus mehreren Episoden besteht, die zeitlich während des ersten Films angesiedelt sind.

## Inhalt
Belle freut sich auf das Weihnachtsfest, doch das Biest nicht. Er will das Fest im Schloss ganz verbieten, aber mit der Hilfe ihrer verzauberten Freunde von Unruh, Lumiere, Madame Pottine und dem Weihnachtsengel Angelique will sie trotzdem eine Weihnachtsfeier für das Biest organisieren. Bevor Belle und ihre Freunde ihn von der Idee beeindrucken können, müssen sie die bösen Pläne der Orgel Forte vereiteln.

## Synchronisation
| Rolle       | englischer Sprecher | deutscher Sprecher        |
| Belle       | Paige O’Hara        | Jana Werner               |
| Biest       | Robby Benson        | Matthias Freihof          |
| Lumière     | Jerry Orbach        | Joachim Kemmer            |
| Tassilo     | Haley Joel Osment   | Constantin von Jascheroff |
| Angelique   | Bernadette Peters   | Maud Ackermann            |
| Orgel Forte | Tim Curry           | Thomas Fritsch            |

## Veröffentlichung
Die Erstveröffentlichung des Films erfolgte im November 1997 auf VHS in den USA. Oktober 1998 folgte eine DVD-Version und 2002 eine Special Edition. Der Film wurde unter anderem ins Französische, Spanische, Portugiesische und Polnische übersetzt. 
Auf Deutsch erschien die Produktion erstmals 1998 auf VHS. Im Oktober 1999 folgte eine DVD.
Im November 2010 erschien im Rahmen der Neuveröffentlichung von "Die Schöne und das Biest" eine Special Edition des Films auf DVD.